# Cabo de Santa María (Portugal)
El cabo de Santa María (en portugués Cabo de Santa Maria) es un cabo localizado en aguas del océano Atlántico, el punto más meridional de Portugal continental.
El cabo se localiza en la ria Formosa, en el municipio de Faro y es un punto de la curva de la playa de la isla de Barreta, que también a veces se llama la isla de Cabo de Santa María.
Este cabo se encontraba en la primitiva isla de Cabo de Santa María. La apertura definitiva del canal de la Barra Nova, para el servicio de los puertos de Faro y Olhão en el primer cuarto del siglo XX, dividió la isla en dos: Culatra y Barreta.

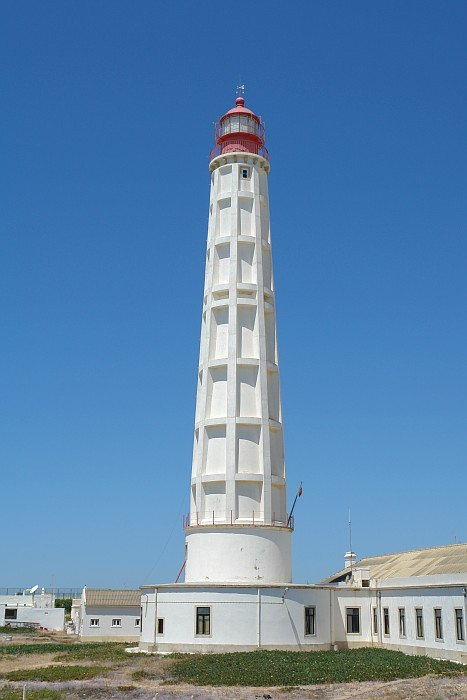
Vista del faro